# Aeroportul Kaitaia
Aeroportul Kaitaia (IATA: KAT, ICAO: NZKT) este un aeroport din Northland, Noua Zeelandă.
Situat la o altitudine de 82 m, aeroportul dispune de o singură pistă.